# Rick Yune
Rick Yune (Washington D. C., 22 de agosto de 1971) es un actor, guionista, productor y artista marcial estadounidense.

## Primeros años
Yune nació en Washington D. C., hijo de Wonhui Park y Tom Taeho Yune. Yune es de ascendencia coreana. Su hermano menor es el actor Karl Yune. Yune fue educado en el  Our Lady of Good Counsel High School, Silver Spring, Maryland, y en la Escuela Militar de St. John. En 1994, recibió su título de MBA de la Wharton School of Business, Universidad de Pensilvania (Filadelfia, Pensilvania). Para recaudar dinero para sus estudios, intentó varios trabajos, incluyendo operador de fondos de cobertura de capital de SAC, luego fue convencido para convertirse en modelo en su tiempo libre.
Yune practica muchas formas de artes marciales, alcanzó el estándar olímpico en Taekwondo y de ser un gran contendiente para el equipo de EE.UU. cuando tenía 19 años. Se cambió  su apellido de "Yun" a "Yune" de Actores (SAG) con fines gremiales.

## Carrera

### Modelaje
Mientras estudiaba en la Escuela de Negocios de Wharton, Rick Yune trabajó como pasante en Wall Street durante el verano de 1992. Durante ese tiempo, fue "descubierto" por un agente de modelos y pronto se convirtió en el primer asiático-americano en los anuncios de Versace y Polo de Ralph Lauren.

### Videos musicales
Yune apareció en el video Call U Sexy (2004), de la banda VS, y en Someone (1997) de SWV, con colaboración de Sean "Puffy" Combs.

### Televisión
Yune apareció en 2005  en dos episodios de la serie de espionaje Alias de ABC, interpretando a un samurai contemporáneo llamado Kazu Tamazaki, el cual fue perseguido por Jennifer Garner como Sydney. También apareció como invitado en un episodio de la comedia dramática jurídica Boston Legal de la cadena ABC, y en el popular, ganador del premio Emmy el drama criminal CSI: Crime Scene Investigation.

### Películas
El recién llegado hizo su debut en el cine en 1999, interpretando a Kazuo Miyamoto, un héroe de guerra japones-estadounidense acusado de matar a un pescador respetado (interpretado por Daniel von Bargen) en una comunidad muy unida, el director fue Scott Hicks y esta fue una  adaptación cinematográfica del post de David Guterson de la Segunda Guerra Mundial novela, Mientras nieva sobre los cedros. La película, en la que también protagonizó Ethan Hawke recibió una nominación al Oscar a la mejor fotografía.
Yune cointerpretó a Johnny Tran, el despiadado líder de una banda china y  rival del personaje de Vin Diesel, en la película dirigida en 2001 por Rob Cohen The Fast and the Furious, también protagonizada por Paul Walker. Aunque el filme tuvo críticas variadas, la película fue un inesperado éxito de verano  y se convirtió en una de las películas más conocidas durante el cambio de milenio, y se introdujeron los autos compactos modificados japoneses en la cultura popular estadounidense.
El siguiente año, Yune se lanzó a los escenarios después de interpretar al enemigo de James Bond Zao, junto a Pierce Brosnan y Halle Berry, en la película Die Another Day, dirigida por Lee Tamahori. Fue elegido para el papel a los 31 años, Yune admitió que se sintió intimidado la primera vez que pisó el set, pero se dio cuenta de que lo mejor que hacer era dar lo mejor de si. Él dijo: "La historia dirá cuál es mi posición en la lista de los villanos de Bond, no tengo control sobre eso. Estaba preocupado por ser el fruto seco que arruinara cuarenta años de historia."

## Filmografía
| Año  | Película                         | Personaje         |
| ---- | -------------------------------- | ----------------- |
| 2019 | Alita: Battle Angel              | Maestro Clive Lee |
| 2013 | Olympus Has Fallen               | Kang Yeonsak      |
| 2012 | El hombre de los puños de hierro | Zen Yi            |
| 2011 | China-Town                       | Man               |
| 2011 | Remigration                      | Jonathan Park     |
| 2009 | Ninja Assassin                   | Takeshi           |
| 2009 | Beyond Remedy                    | Dr. Lee           |
| 2008 | Alone in the Dark II             | Edward Carnby     |
| 2008 | The Fifth Commandment            | Chance Templeton  |
| 2002 | Die Another Day                  | Zao               |
| 2001 | The Fast and the Furious         | Johnny Tran       |
| 2001 | The Fence                        | Lucky Chang       |
| 1999 | Mientras nieva sobre los cedros  | Kazuo Miyamoto    |
| 1998 | Nathan Grimm                     | Desconocido       |

| Año  | Serie         | Personaje     |
| ---- | ------------- | ------------- |
| 2017 | Prison Break  | Ja            |
| 2014 | Marco Polo    | Kaidu         |
| 2013 | Hawaii Five-O | Han Ji-Woon   |
| 2006 | CSI           | Hong Hsing    |
| 2005 | Boston Legal  | Troi Ran      |
| 2005 | Alias         | Kazu Tamazaki |
| 2001 | The Division  | Desconocido   |
| 2000 | Any Day Now   |               |